# Nomen dubium
Dans la nomenclature zoologique, un nomen dubium (« nom douteux » en latin, nomina dubia au pluriel) est un nom scientifique qui est d’utilisation inconnue ou douteuse. Pour l’ICBN et l’ICNB, l’expression « nomen dubium » n’a aucun statut.
En cas de nomen dubium, il peut être impossible de déterminer si un spécimen appartient à ce groupe ou pas. Ceci peut se produire si le spécimen type (holotype) est perdu ou détruit. Tous les codes de nomenclature autorisent qu’un spécimen type nouveau (néotype) soit choisi dans ce cas.
Un nom peut également devenir un nomen dubium si son holotype est fragmentaire ou s’il manque d’éléments diagnostiques importants (c’est souvent le cas pour des espèces uniquement fossiles). Pour préserver la stabilité des noms, la commission internationale de nomenclature zoologique permet à un néotype d’être choisi comme nomen dubium dans ce cas.    
Le néotype est le type désigné en l'absence de tout matériel original (sauf pour les noms sanctionnés). C'est un spécimen ou une illustration qui tient provisoirement lieu de type nomenclatural (tant que tous les matériaux sur lesquels a été fondé le nom du taxon font défaut). Il peut être contesté sous certaines conditions.

## Exemples
- L'Altispinax, théropode bipède vivant au début du Crétacé (Aptien (il y a donc de 125 à 112 millions d’années)) en Angleterre, que l'on ne connait qu'à partir d’une dent. Altispinax était un grand dinosaure carnivore d’à peu près 9 m de long, pesant environ deux tonnes.
- Le reptile archosaurien[3] Parasuchus hislopi Lydekker, 1885, a été décrit en se basant sur un prémaxillaire (une partie du museau), ce qui n’est plus suffisant pour distinguer Parasuchus de ses proches parents. Ceci a pour conséquence de transformer le nom Parasuchus hislopi en nomen dubium. Le paléontologue texan Sankar Chatterjee a proposé qu’un nouveau spécimen type, un squelette complet, soit spécifié[4]. La commission internationale de nomenclature zoologique a considéré le cas et a accepté en 2003 de remplacer le spécimen type original par le néotype proposé[5].
- Protoavis, un dinosaure peut-être proche des oiseaux, mais beaucoup plus ancien.
- Le dinosaure herbivore Cionodon.
- Des ammonites du genre Haugiella furent décrites par Gabilly et Guex dans des travaux datant des années 1970, mais appartiendraient plutôt au genre Haugia selon M.K. Howarth[6].